# SN 2006qe
SN 2006qe – supernowa typu Ia odkryta 16 listopada 2006 roku w galaktyce A231219-0032. W momencie odkrycia miała maksymalną jasność 22,80m.